# Лапаевка (Львовская область)
Лапаевка (укр. Лапаївка) — село в Зимневодской сельской общине Львовского района Львовской области Украины.
Численность населения по состоянию на 2023 год - 4404 человека. Население по переписи 2001 года составляло 2909 человек. Занимает площадь 1,35 км². Почтовый индекс — 81113. Телефонный код — 3230.